# Halecium perexiguum
Halecium perexiguum är en nässeldjursart som beskrevs av Hirohito 1995    . Halecium perexiguum ingår i släktet Halecium och familjen Haleciidae. Inga underarter finns listade i Catalogue of Life.